# Thamar Angelina Comnena Ducena
Thamar Angelina Comnena Ducena o Thamar d'Epiro (Epiro, dopo il 1264 – Taranto, dopo il 1311) fu signora di Vonitsa, Nafpaktos (Lepanto), e principessa di Taranto.

## Biografia
Thamar era la figlia di Niceforo I Comneno Ducas del Despotato d'Epiro e la sua seconda consorte Anna Cantacuzena, nipote dell'imperatore bizantino Michele VIII Paleologo. Aveva una sorellastra maggiore, Maria, che sposò il conte Giovanni I Orsini di Cefalonia (r. 1304-1317), e due fratelli più piccoli: Michele, morto prima di diventare despota; e Tommaso I d'Epiro.

## Il matrimonio
La madre del Thamar desiderava sanare la frattura tra l'Epiro e l'Impero bizantino. Per riunire l'Epiro all'Impero, Anna voleva sposare Thamar con Michele, il figlio e co-imperatore di Andronico II Paleologo. L'idea fu respinta da Andronico e fu vista come non conforme dalla Chiesa perché i due erano cugini.
Con il fallimento del piano di Anna, il padre di Thamar, Niceforo tentò di rafforzare la sua indipendenza da Costantinopoli alleandosi con la dinastia angioina di Napoli. Il re Carlo II di Napoli aveva già proposto un'unione matrimoniale tra le loro due case e, dopo lunghe trattative, Niceforo giunse a un accordo con il quale Thamar avrebbe sposato il quarto figlio di Carlo, Filippo I di Taranto.
Le condizioni per l'alleanza matrimoniale erano che la sua dote avrebbe dato a Filippo I di Taranto la stessa posizione in Epiro che il re Manfredi di Sicilia, aveva guadagnato attraverso il suo matrimonio con la zia di Thamar, Helena Angelina Ducena 35 anni prima. Era stato anche promesso che Thamar avrebbe portato a suo marito una somma annuale di 100 000 iperpira e quattro castelli situati nel sud dell'Epiro. Filippo e Thamar dovevano anche ereditare l'Epiro alla morte di Niceforo. A causa del coinvolgimento di sua madre nell'accordo, a Thamar fu permesso di mantenere la sua fede ortodossa.;
Il matrimonio ebbe luogo a L'Aquila, in Abruzzo, nell'agosto del 1294.

## Principessa di Taranto
Il matrimonio sin da subito non si rivelò felice. Nel 1299, cinque anni dopo il loro matrimonio, suo marito fu catturato e imprigionato dagli Aragonesi. Diede in pegno la sua corona e chiese molti soldi alla sua famiglia in Epiro per pagare il riscatto per il suo rilascio. Non lo vide più fino al 1302. A Taranto, inoltre, subì pressioni per assimilarsi alla fede e ai modi latini. Nonostante le promesse fatte al momento del suo matrimonio, fu costretta a diventare cattolica con il nome di Caterina. Il rapporto tra i coniugi si inasprì ulteriormente quando sorsero delle difficoltà tra gli Angioini e l'Epiro, che era stato ereditato dal giovane fratello di Tamar, Tommaso.

## Divorzio e morte
Filippo I di Taranto sospettò che sua moglie agisse nell'interesse della sua famiglia di origine durante i due anni di conflitto che infuriavano tra gli Angioini e l'Epiro, nonostante il fatto che lei avesse impegnato il resto dei suoi gioielli per aiutarlo a pagare per lo sforzo militare. Diffidando di Tamar, Filippo decise di divorziare da lei e nel 1309 la accusò di aver commesso adulterio. Fu costretta a confessare di aver dormito con almeno quaranta dei signori della sua corte, e di aver formato una relazione particolare con Bartolomeo Siginulfo, il Grande Ciambellano di Taranto. Una volta sciolto il matrimonio, Filippo sposò in seconde nozze Caterina II di Valois, l'Imperatrice Titolare dell'Impero latino di Costantinopoli. Thamar venne ben presto emarginata, costretta a monacarsi o imprigionata dal suo ex marito. In entrambi i casi morì poco dopo il 1311.

## Discendenza
Dal suo matrimonio con Filippo I di Taranto, Thamar ebbe sei figli:
- Carlo (1296 - 1315), Principe di Acaia, Vicario della Romania;
- Giovanna (1297 - post 1321), sposò il re Oscin d'Armenia e poi Oscin di Corico;
- Filippo (1300 circa – 1331), Despota di Romania, sposò Violante d'Aragona;
- Margherita (1305 circa - 1340), sposata con Gualtieri VI di Brienne (1302-1356) Duca di Atene;
- Maria (1301/04-1368), badessa di Conversano.
- Bianca (1309 - 1337), sposata con Raimondo Berengario d'Aragona, conte di Prades.